# Diarchie
 (septembre 2024).
Si vous disposez d'ouvrages ou d'articles de référence ou si vous connaissez des sites web de qualité traitant du thème abordé ici, merci de compléter l'article en donnant les références utiles à sa vérifiabilité et en les liant à la section « Notes et références ».

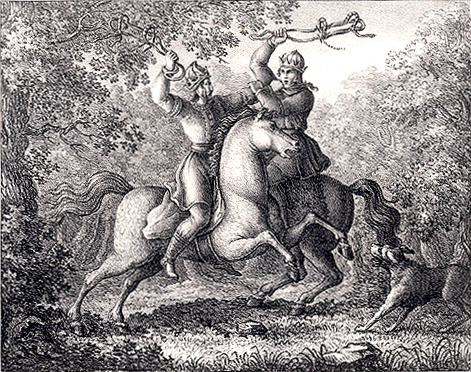
Alaric et Eric, rois légendaires de Suède, se battant avec les brides de leur cheval.

La diarchie, également orthographiée en français dyarchie, est une forme de gouvernement où deux dirigeants gouvernent, dirigent et règnent en position égale sur une société. Sparte, Rome, l’Empire inca ou encore Carthage ont été des diarchies. Les gouvernements d’Andorre et de Saint-Marin sont des exemples de diarchies contemporaines.
Le terme vient du grec ancien, plus précisément des racines δι- / di-, « double », et -αρχία / -arkhía, « règne, pouvoir »
On a aussi surnommé « diarchies » les théogonies de type dualiste comme le marcionisme ou certaines formes de paulicianisme qui considèrent qu’il existe un dieu bon et un dieu mauvais.
Le terme biarchie est également parfois employé.